# Klimkówka (Dobra)
Klimkówka – część wsi Dobra w Polsce, położona w województwie małopolskim, w powiecie limanowskim, w gminie Dobra.
W latach 1975–1998 Klimkówka administracyjnie należała do województwa nowosądeckiego.